# ترسبابا
ترسبابا (به صربی: Tresibaba) یک کوه در صربستان است که در سورییگ واقع شده‌است. ترسبابا ۸۲۶ متر بالاتر از سطح دریا واقع شده‌است.